# Andésite basaltique
Les andésites basaltiques sont des roches volcaniques de composition intermédiaire entre le basalte et l'andésite. La teneur pondérale en silice(SiO2) est comprise entre 52 et 57 % et celle en alcalins comprise entre 0 et 5 à 6 % environ.
Sur le plan minéralogique, l'andésite basaltique diffère de l'andésite par la présence parmi les ferromagnésiens de clinopyroxènes. 